# Przegląd Wojskowo-Techniczny
Przegląd Wojskowo-Techniczny – polski miesięcznik o tematyce wojskowej, ukazujący się w latach 1927-1937.

## Historia
Pismo powstało w styczniu 1927 na bazie miesięcznika "Saper i Inżynier Wojskowy". Ogółem ukazały się 132 numery periodyku. W styczniu 1938 "Przegląd Wojskowo-Techniczny" zastąpiły: "Przegląd Saperski", "Przegląd Łączności" i "Przegląd Wojsk Pancernych".

## Redaktorzy naczelni
- Płk SG inż. Marian Przybylski (I – II 1927)
- Płk Jan Skoryna (XII 1927 – IV 1929)
- Płk Stefan Dąbrowski (V – XII 1929)
- Ppłk Władysław Szwykowski (I 1930 – XII 1932)
- Ppłk Patryk O’Brien de Lacy (I 1932 – XII 1937)